# Radkov (Morávia-Silésia)
Radkov é uma comuna checa localizada na região de Morávia-Silésia, distrito de Opava.